# فارس الدبغي
فارس بن ملحم بن إبراهيم الدبغي هو شاعر عربي بارز من أعلام المهجر الجنوبي. وُلد عام 1892م في قرية حاصبيا بجنوب لبنان، إبان عهد الدولة العثمانية. كحال كثير من أبناء بلاد الشام آنذاك، هاجر إلى الأمريكيتين، حيث استقر في البرازيل عام 1912م. عمل هناك في إدارة أحد المصانع التجارية، لكنه عُرف في الأوساط الثقافية بموهبته الشعرية وأسلوبه الأدبي الرفيع. كان فارس الدبغي من الشخصيات البارزة في الجالية العربية في البرازيل، وشارك في تحرير جريدة فتى لبنان دون مقابل، دعمًا للثقافة والهوية العربية في المهجر. ويُعد من أوائل المناصرين للقضية الفلسطينية في البرازيل، إذ شغل منصب أمين سر اللجنة الداعمة لها، وأسهم بقلمه في الدفاع عن حقوق الفلسطينيين من خلال مقالاته ومحاضراته المؤثرة، التي كان لها وقع كبير في نفوس المغتربين، وأسهمت في تعزيز الدعم المعنوي والمادي للقضية في الوطن الأم.

## صلاته
وتُبرز يوميات أكرم زعيتر مكانة فارس الدبغي بين أعلام المهجر ودوره المؤثر في نصرة القضايا العربية. ففي يوميته المؤرخة بتاريخ 8 تشرين الأول/ أكتوبر 1958، يشير زعيتر إلى أن جريدة «برازيل لبنان» التي تصدر في ساو باولو، والتي يشرف على تحريرها الشاعر والأديب المعروف فارس الدبغي, بادرت إلى نشر نص برقيته إلى محكمة بغداد دفاعًا عن سمعته وتوضيحًا لحقيقة المبلغ الذي تلقّاه كثمن لكتابه «قضية فلسطين». وقد جاء هذا الموقف استجابة من محرري الجريدة وعلى رأسهم الدبغي، تعبيرًا عن التضامن، ومساندةً لكاتب عربي بارز في مواجهة محاولات التشويه، مما يدل على مكانة فارس الدبغي كصوت داعم لقضايا الأمة، وحضوره الأدبي والإعلامي الفاعل في أوساط الجالية العربية في البرازيل.

## إمارة الشعراء
لعب فارس الدبغي دورًا مهمًا في الربط بين شعراء المهجر والاحتفاء بإنجازات الشعر العربي في الوطن الأم. إذ كلّفه الشاعر المهجري الكبير شفيق المعلوف، ممثلًا «العصبة الأندلسية» في سان باولو، بنقل قصائد مبايعة شعراء المهجر لبشارة عبدالله الخوري (الذب عُرف بالأخطل الصغير* إلى الدكتور فؤاد صرّوف في الجامعة الأمريكية في بيروت، ليُصبح أمير الشعراء بعد أحمد شوقي. وفي هذا الإطار، ألقى فارس الدبغي كلمة أدباء البرازيل خلال الاحتفال الكبير الذي أُقيم في «القاعة الغربية - وست هول» في الجامعة الأمريكية في 5 تشرين الثاني/نوفمبر 1961، تكريمًا للأخطل الصغير، بحضور شخصيات ثقافية وسياسية بارزة من لبنان والدول العربية.